# 花小拟日月贝
花小拟日月贝（学名：Propeamussium scitulum），是莺蛤目光芒海扇蛤科拟日月贝属的一种。主要分布于中国大陆，常栖息在水深50－385米的泥沙、砂、石灰石、砂砾、碎贝壳底。